# Championnat de Tunisie de football 1973-1974
Navigation
Saison précédente Saison suivante
La saison 1973-1974 du championnat de Tunisie de football est la 19e édition de la première division tunisienne à poule unique, la Ligue Professionnelle 1. Les quatorze meilleurs clubs tunisiens jouent les uns contre les autres à deux reprises durant la saison, à domicile et à l'extérieur. En fin de saison, les deux derniers du classement sont relégués et les deux meilleurs clubs de Ligue Professionnelle 2 sont quant à eux promus en D1.
Cette saison, c'est le tenant du titre, le Club africain, qui remporte à nouveau le titre en terminant en tête du championnat, avec trois points d'avance sur l'Espérance sportive de Tunis et quatre sur l'Étoile sportive du Sahel. Il s'agit du sixième titre du Club africain, qui réussit une saison complète : championnat, victoire en coupe du Maghreb des clubs champions et finale de la coupe de Tunisie (défaite face à l'Étoile sportive du Sahel).

## Clubs participants

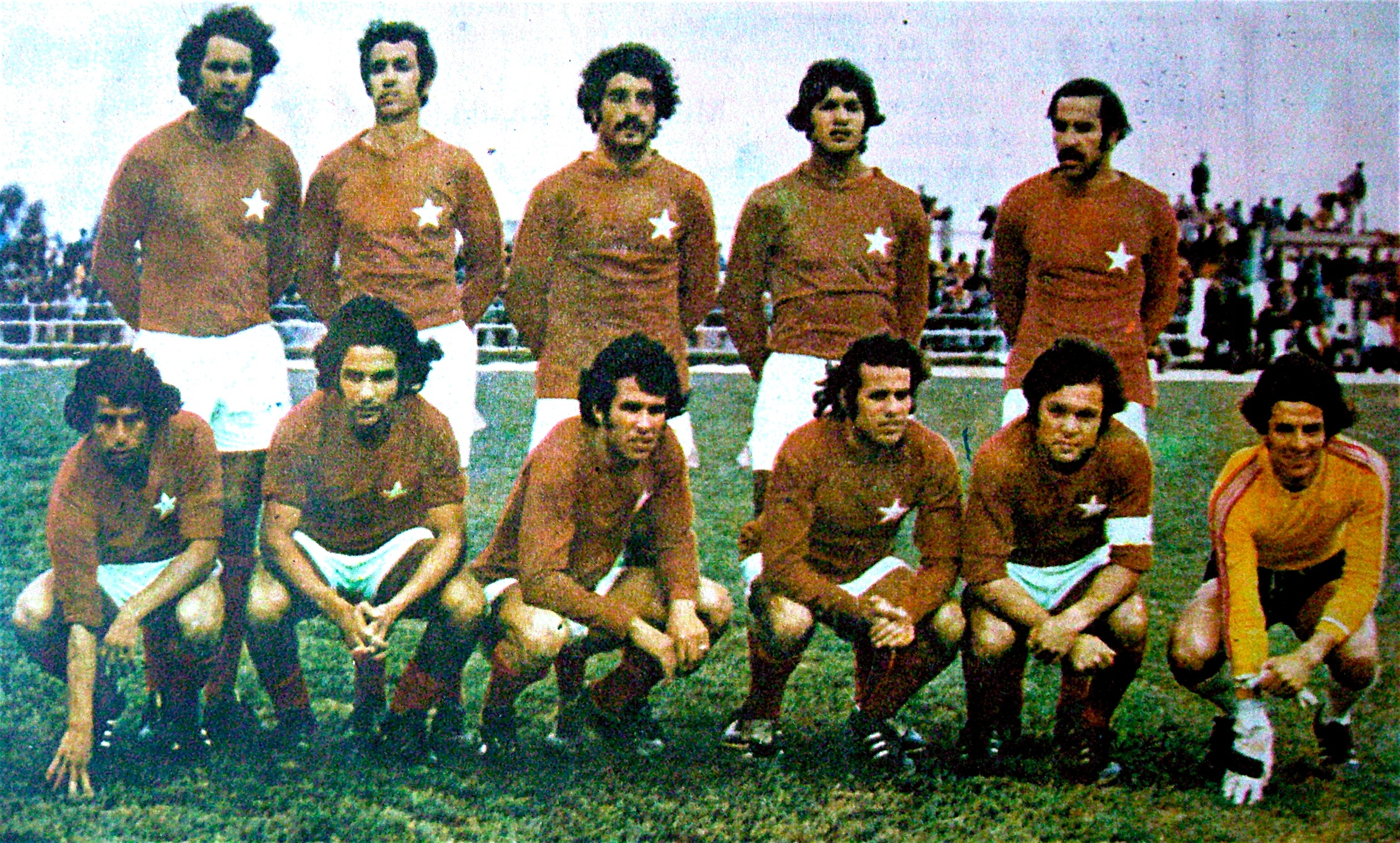
Étoile sportive du Sahel lors de la saison 1973-1974.

| - Sfax railway sport - El Makarem de Mahdia - Club africain - Espérance sportive de Tunis - Étoile sportive du Sahel - Club athlétique bizertin - Club sportif de Hammam Lif | - Stade sportif sfaxien - Promu de LP2 - Stade tunisien - Club sportif sfaxien - Club sportif des cheminots - Promu de LP2 - Avenir sportif de La Marsa - Club olympique des transports - Jeunesse sportive kairouanaise |

## Compétition

### Classement
Le barème de points servant à établir le classement se décompose ainsi :
- Victoire : 3 points
- Match nul : 2 points
- Défaite : 1 point

| Rang | Équipe                         | Pts | J  | G  | N  | P  | Bp | Bc | Diff |
| ---- | ------------------------------ | --- | -- | -- | -- | -- | -- | -- | ---- |
| 1    | Club africain (T) (C1)         | 63  | 26 | 16 | 5  | 5  | 40 | 18 | +22  |
| 2    | Espérance sportive de Tunis    | 60  | 26 | 11 | 12 | 3  | 38 | 22 | +16  |
| 3    | Étoile sportive du Sahel (C)   | 59  | 26 | 13 | 7  | 6  | 52 | 28 | +24  |
| 4    | Club sportif sfaxien           | 58  | 26 | 13 | 6  | 7  | 32 | 21 | +11  |
| 5    | Club olympique des transports  | 56  | 26 | 10 | 10 | 6  | 30 | 25 | +5   |
| 6    | El Makarem de Mahdia           | 52  | 26 | 8  | 10 | 8  | 22 | 23 | -1   |
| 7    | Club sportif des cheminots (P) | 51  | 26 | 6  | 13 | 7  | 25 | 31 | -6   |
| 8    | Stade tunisien                 | 50  | 26 | 6  | 12 | 8  | 22 | 23 | -1   |
| 9    | Avenir sportif de La Marsa     | 50  | 26 | 6  | 12 | 8  | 26 | 28 | -2   |
| 10   | Sfax railway sport             | 49  | 26 | 5  | 13 | 8  | 13 | 21 | -8   |
| 11   | Club athlétique bizertin       | 48  | 26 | 7  | 8  | 11 | 18 | 27 | -9   |
| 12   | Club sportif de Hammam Lif     | 47  | 26 | 6  | 9  | 11 | 15 | 25 | -10  |
| 13   | Jeunesse sportive kairouanaise | 44  | 26 | 4  | 10 | 12 | 25 | 38 | -13  |
| 14   | Stade sportif sfaxien          | 41  | 26 | 4  | 7  | 15 | 24 | 52 | -28  |

|  | Qualification pour la coupe du Maghreb des clubs champions 1974-1975                                                                                             |
|  | Qualification pour la coupe du Maghreb des vainqueurs de coupe 1974-1975                                                                                         |
|  | Relégation directe en deuxième division |
|  | (T) Tenant du titre (C) Vainqueur de la coupe de Tunisie (P) Club promu de deuxième division (C1) Vainqueur de la coupe du Maghreb des clubs champions 1973-1974 |

## Bilan de la saison
| Championnat de Tunisie de football 1973-1974       |                                    |
| Champion                                           | Club africain (6e titre)           |
| Coupes et trophées                                 |                                    |
| Vainqueur de la Coupe de Tunisie 1973-1974         | Étoile sportive du Sahel           |
| Qualifications continentales                       |                                    |
| Coupe du Maghreb des clubs champions 1974-1975     | Club africain (tenant)             |
| Coupe du Maghreb des clubs champions 1974-1975     | Espérance sportive de Tunis        |
| Coupe du Maghreb des vainqueurs de coupe 1974-1975 | Étoile sportive du Sahel           |
| Promotions et relégations                          |                                    |
| Promus en Ligue Professionnelle 1                  | Patriote de Sousse                 |
| Promus en Ligue Professionnelle 1                  | Stade africain de Menzel Bourguiba |
| Relégués en Ligue Professionnelle 2                | Jeunesse sportive kairouanaise     |
| Relégués en Ligue Professionnelle 2                | Stade sportif sfaxien              |